# Caryospora brasiliensis
Caryospora brasiliensis – gatunek pasożytniczych pierwotniaków należący do rodziny Eimeriidae z podtypu Apicomplexa, które kiedyś były klasyfikowane jako protista. Występuje jako pasożyt węży. C. brasiliensis cechuje się tym iż oocysta zawiera 1 sporocystę. Z kolei każda sporocysta zawiera 8 sporozoitów.
Obecność tego pasożyta stwierdzono u Philodryas aestivus, Philodryas olfersi, Philodryas nattareri, Leimadophis poecilogyrus należących do rodziny połozowatych (Colubridae).

## Sporulowana oocysta
Jest kształtu sferoidalnego lub jajowatego, posiada 3 bezbarwne ściany o łącznej grubości 1 – 2 μm. Oocysta posiada następujące rozmiary: długość 19 – 24 μm, szerokość 18 – 24 μm. Brak mikropyli, wieczka biegunowego i ciałka biegunowego.

## Sporulowana sporocysta i sporozoity
Sporocysty kształtu owoidalnego o długości 16 – 19 μm, szerokości 12 – 18 μm. Występuje ciałko Stieda. Brak parastieda body (PSB).